# Charlevoix (krater)
Krater Charlevoix – krater uderzeniowy w Charlevoix, w prowincji Quebec w Kanadzie. Tylko część krateru jest odsłonięta na powierzchni, reszta zakryta jest przez rzekę Świętego Wawrzyńca. Oficjalna ocena oryginalnej średnicy krateru to 54 km, ale istnieją hipotezy, że mógł być większy. Rozpoznany został w 1965 roku.
Wiek krateru oceniany jest na 342 ± 15 milionów lat (missisip). Powstał prawdopodobnie w wyniku uderzenia meteorytu kamiennego o średnicy co najmniej 2 km. Krater ma strukturę wielopierścieniową z centralnym wypiętrzeniem. W środku znajduje się góra Mont des Éboulements (770 m n.p.m.).